# Joseph Moutschen
Pour les articles homonymes, voir Moutschen.
Jean-Joseph Moutschen, (dit Joseph) né le 18 mars 1895 à Jupille et mort dans la même commune le 22 décembre 1977, est un architecte et urbaniste moderniste belge.

## Biographie
Formé à l'académie des beaux-arts de Liège (où il entre à l'âge de 9 ans), Joseph Moutschen est diplômé en 1918; boursier à l'École nationale des beaux-arts de Paris, il entre à l'Association des Architectes de Liège en 1923 et devient un des importants soutiens du Groupe l'Équerre. Passionné par les gratte-ciels, il rencontre de nombreux contemporains dont Cass Gilbert en 1927 (Woolworth Building),,, et Frank Lloyd Wright à Chicago en 1931. Professeur, nommé à l'âge de 26 ans, puis directeur de l'Académie de Beaux-Arts de Liège de 1948 à 1960, il reçoit le prix de consécration de la Province de Liège des mains d'Arsène Soreil en 1962.
Il marque le paysage de Liège de nombreuses réalisations, caractérisées par un agencement pragmatique, une extrême sobriété et, très souvent, par un élément décoratif comme une tour ou un phare. Il influencera fortement les architectes E. Bodson et M. Lhoir : La Maison communale de Quaregnon est fort semblable à celle de Jemeppe-sur-Meuse de Joseph Moutschen.[réf. nécessaire]
Membre Fondateur de l'Union internationale des architectes (UIA), il fait partie du Comité exécutif en 1948 ; il préside également la Fédération royale des Architectes (-1959).

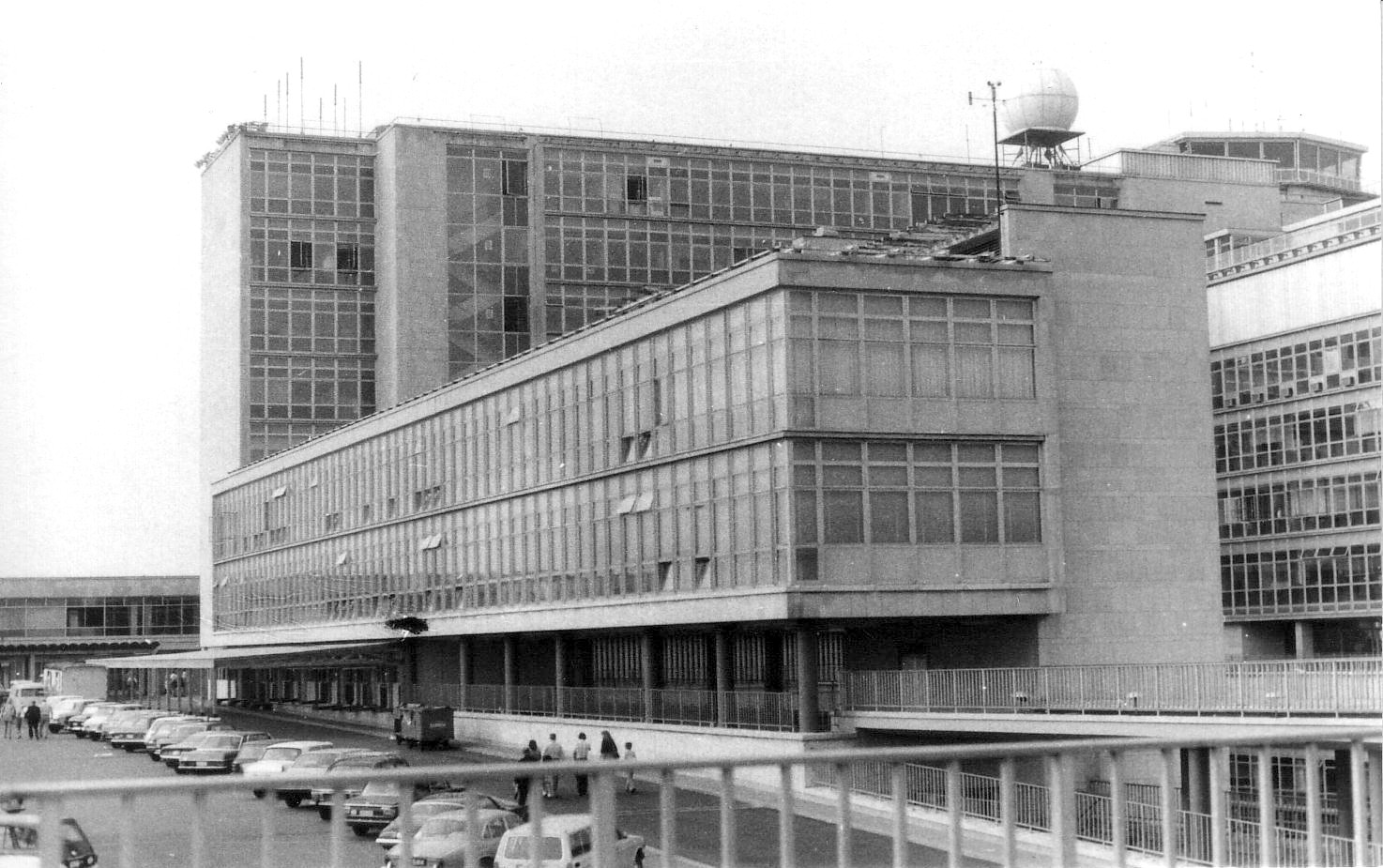
Aéroport national, architectes Joseph Moutschen, Maxime Brunfaut et Geo Bontinck, 1958

## Réalisations

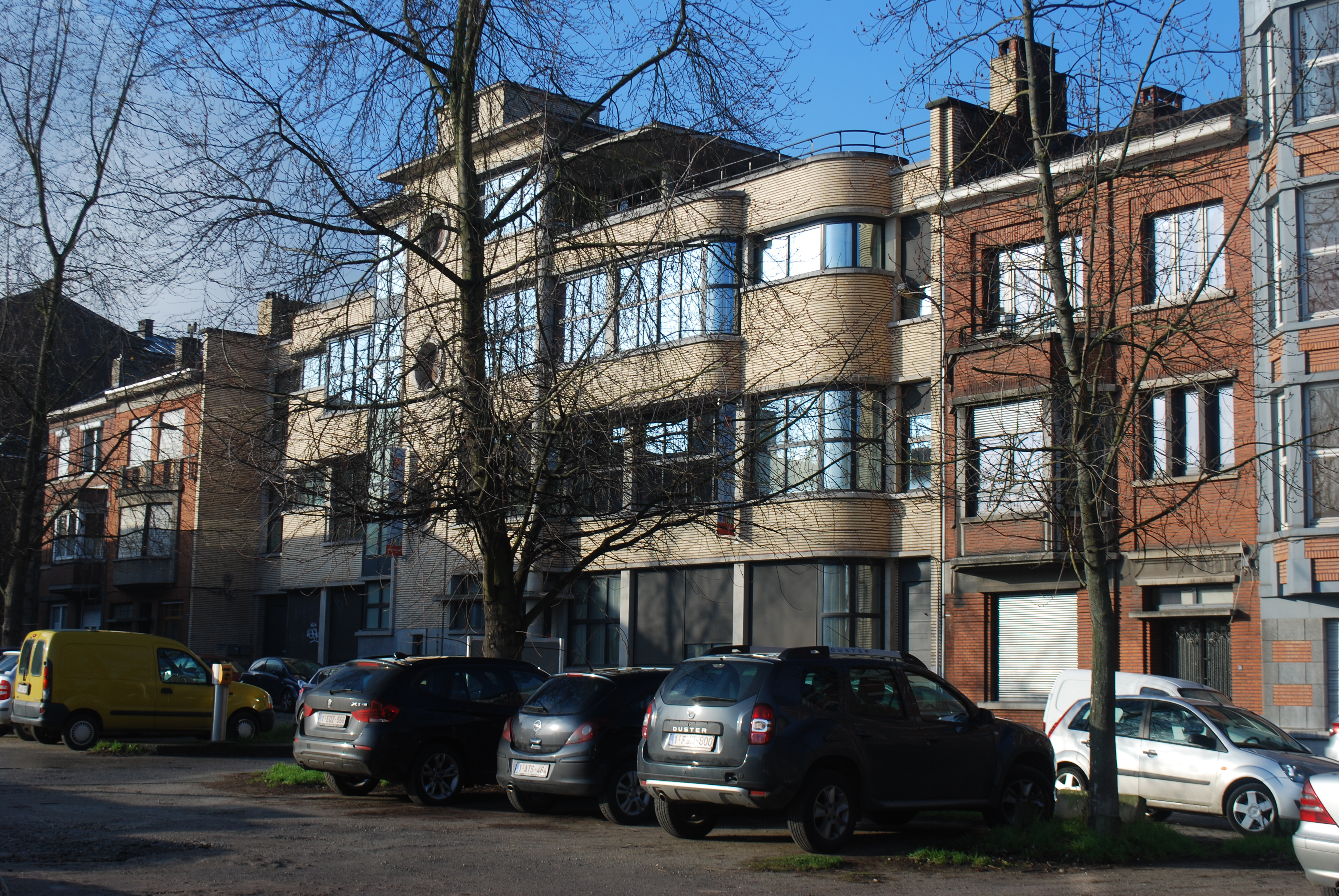
Institut Seeliger, Architecte Joseph Moutschen

- 1922 : une des maisons de la Cité-jardin du Tribouillet au Thier-à-Liège. Lors de l'exposition internationale de 1930, un concours d'habitations à bon marché est organisé et plusieurs sociétés y construisent des maisons reflétant les styles architecturaux de l'époque : modernisme, art déco, cottage, styles régionaux, etc. On y trouve des réalisations d'architectes tels que Louis-Herman de Koninck, Victor Bourgeois et Fernand Bodson. Une copie de la maison de Joseph Moutschen à Jupille y est également construite (cette copie n'a pas été modifiée, au contraire de la maison de Jupille)[10].
- 1925 : siège du journal La Wallonie et son extension en 1939. Peintures disparues de Jean Donnay[11]
- 1925 : (5 août) monument commémoratif du cimetière de Rabosée (Wandre), construit avec les matériaux du pont Maghin détruit en 1914
- 1928: première maison moderniste à Jupille, Rue Jean Jaurès[8].
- 1928: monument aux morts du cimetière de Jupille Les Bruyères.
- 1925-1935 : Ensemble urbanistique, Cité des Cortils, Jupille, 300 habitations, sculpteur Oscar Berchmans[12]
- circa 1927 : Salle des Fêtes J. Prévers[13], construite avec des matériaux de récupération de l'exposition de 1930.
- circa 1928: Fontaine Charlemagne, avec le sculpteur Oscar Berchmans :  Charlemagne stylisé
- 1930 : Pont-barrage de Monsin à Liège, 1930[14],[15]
- 1930 : pavillon de la Maison du Peuple, Exposition internationale de Liège de 1930[16]
- 1931 : Maison du peuple de Montegnée (façade Art déco classée)[17]
- 1931 : Maison personnelle de Georges Truffaut[8]
- 1931 : Monument Joseph Wauters à Waremme, bas-relief doré réalisé par Oscar Berchmans, inauguré le 28 juin.
- 1932 : Maison de l'architecte, rue Jean-Jaurès no 40 à Jupille[18] (modifiée après la Deuxième Guerre mondiale).
- 1932-1939 : Institut de mécanique du Val-Benoît, en collaboration avec Albert Puters, rue Ernest Solvay, 21[19].
- 1934 : La Ruche, Maison du peuple à Herstal, taillée d’une seule pièce de béton armé, grande salle de 1 600 places assises, démolie en 1981.
- 1935 : École communale André Bensberg, rue Saint Gilles, 572[20].
- 1936 : Ancien journal La Wallonie devenu le commissariat de la Ire division (rue de la Régence 53/55)[21]. L'édifice était surmonté d'une tour et d'une horloge style art-deco[22].
- 1937 : Institut du génie civil au Val-Benoît. L'Institut du génie civil, sur le quai Banning à Liège, se rattache davantage au Bauhaus de Walter Gropius, avec une prédilection pour le béton et la pierre, et sa façon de magnifier l'espace, les lignes et les courbes, les baies vitrées[22].  Le bâtiment a été réhabilité par Baumans-Deffet en 2017.
- 1937 Dispensaire prophylactique de Seraing[23]
- 1938-1939 : Institut chirurgical Jules Seeliger, rue Jonfosse à Liège, peinture murale de Fernand Steven, en style « paquebot »[22].
- 1939 : Mémorial Albert Ier, monument à l'entrée du Canal Albert à Liège, esplanade et parc (inauguré le 30 juillet 1939), avec les sculpteurs Louis Dupont, Robert Massart et Marcel Rau. Le mémorial consiste en une tour de 42 mètres terminée par un phare contre laquelle s'adosse une statue du Roi Albert 1er, œuvre du sculpteur Louis Dupont. La pose de la « tête du Roi », pesant près de 5 tonnes, s'effectue en juillet 1939. Le jour de l'inauguration de l'Exposition internationale de l'Eau, c'est-à-dire le 20 mai 1939, des échafaudages recouvrent encore le monument et ce n'est que le 5 août 1939 que l'ensemble est inauguré[24]. Depuis 2000, pour le 70e anniversaire de l'inauguration du canal, la tour est illuminée.
- 1939 : Les dessins préparatoires du Palais des Fêtes de la Ville de Liège lors de l'exposition de 1939 (actuel Palais des Sports de Coronmeuse). Son frère Jean Moutschen, architecte de la ville de Liège en assure le suivi.
- 1947 : Hôtel de Ville de Jemeppe, avec B. Sélerin et J. Mullenaerts. Des vitraux de Marguerite Gevaert, réalisés par les ateliers Osterrath de Tilff, sont placés en 1957.
- 1952 : Monument de la répression de Grâce-Berleur.
- 1958 : « Aérogare 58 », hall des départs de l'aéroport de Bruxelles à Zaventem, en collaboration avec Geo Bontinck de Gand et Maxime Brunfaut de Bruxelles.
- avril 1959 : École communale de Romsée.
- 1959: La Coopérative, Place Saint Lambert, (détruite en 1970)[25]

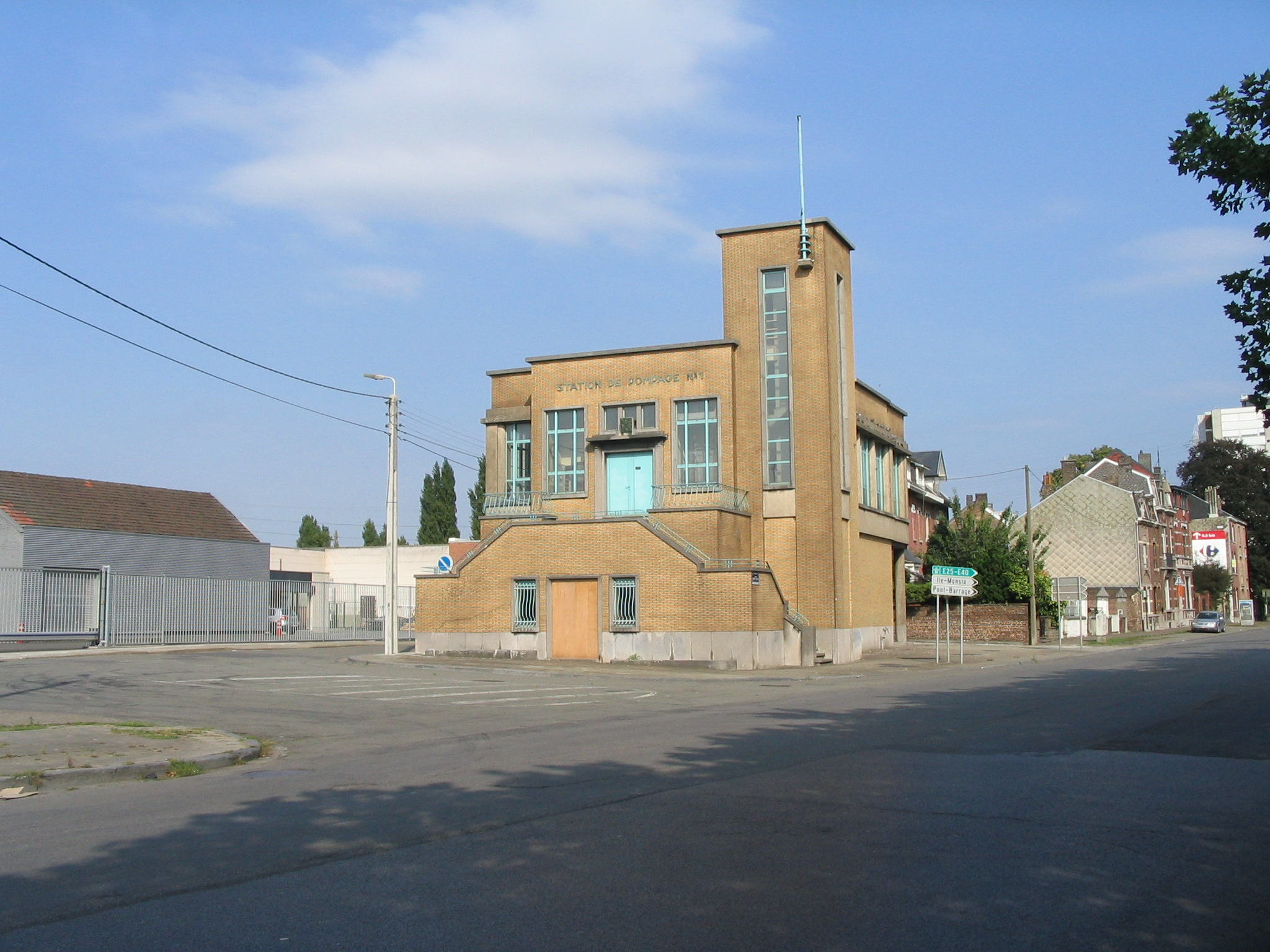
Station de pompage n°1 à Herstal.

## Autres bâtiments
- Athénée Royal de Herstal[26]
- Institut Provincial d'Enseignement Secondaire à Jemeppe
- Ancienne maison communale de Soumagne-Bas
- 1959 : École communale Thomas Leclercq de Romsée, avec l'architecte G. Gabriel[27]
- École communale de Wandre
- École communale de Jupille
- La plupart des stations de pompage du Démergement de la ville de Liège
- Monument Héros de Rabosée à Wandre, avec A. Fivet, statuaire, et F. Close, sculpteur
- Complexe du Barbou, circa 1960[1]
- Passerelle de Mi-la-Ville à Jupille
- Cimetière militaire de Wandre, Rue Bois la Dame, Sculpteur : F. Close et A. Fivet[28]
- Kiosque du Parc d'Avroy, 1938[29]
- Tombe de l'architecte au cimetière de Jupille

## En collaboration avec son frère Jean Moutschen, architecte de la ville de Liège

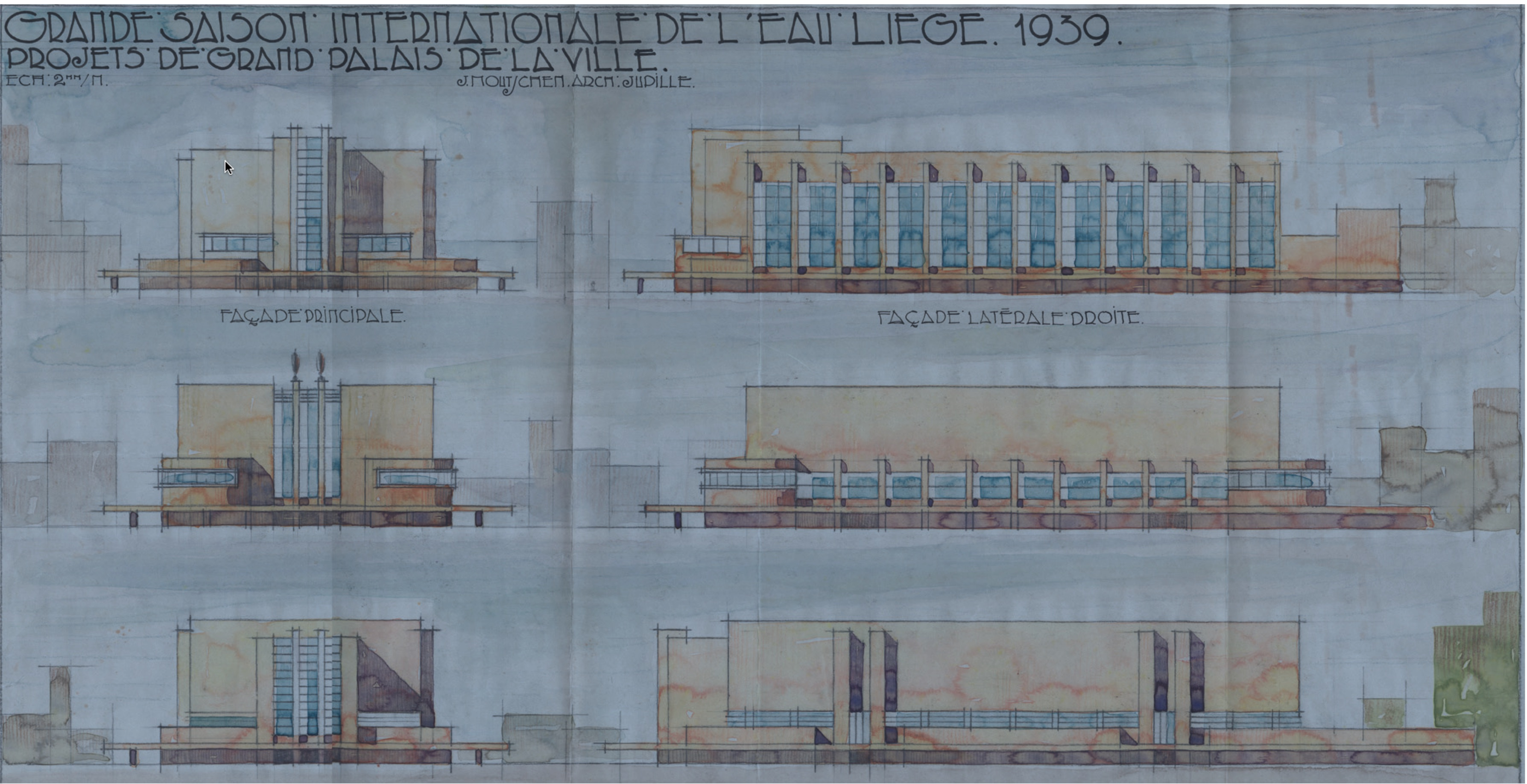

- Palais de la Ville de Liège de l'exposition de l'eau en 1939[30]

## Famille
[réf. nécessaire]
- Jean Moutschen[31] (1900-1951), son frère, architecte.
- Michel Moutschen (1923- Hanoï, 1947), son frère, correspondant de guerre pour l'Associated Press.
- Jean Moutschen-Dahmen (1929-2001), son fils, professeur de génétique fondamentale à l'Université de Liège.

## Publication
- Architecture américaine – Une interview de l'architecte qui a construit la plus haute maison du monde (Cass Gilbert); in L'Equerre: Janvier 1930 p. 177; Février 1930 p. 187; Mars 1930, p. 196; L'Equerre, 1928-1939; Édition Foure-Tout 2010;  (ISBN 978-2-930525-12-9)

## Sources
Par convention, le Groupe d'Ateliers de Recherche de Liège (GAR) conserve le Fonds Moutschen depuis 2013.
Il marquera par son enseignement Georges Dedoyard